# Soziologie der Kindheit

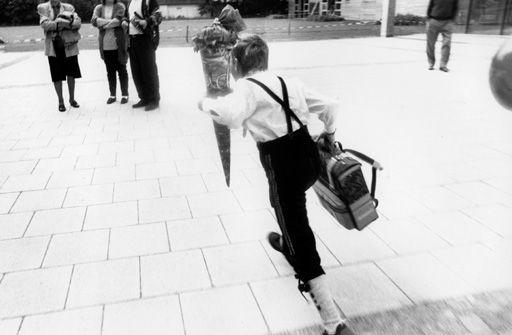
Übergang und Spannungsfeld Familie und gesellschaftliche Institutionen. Kind am ersten Schultag.

Die Soziologie der Kindheit (bzw. moderne Kindheitssoziologie, englisch new social childhood studies) ist eine spezielle Soziologie, die einerseits aus subjektzentrierter Perspektive das Agieren von Kindern in der Gesellschaft analysiert und andererseits aus kontextzentrierter Perspektive die Stellung von Kindern im gesellschaftlichen Gefüge.

## Konzept
Bislang existiert noch kein vorbehaltlos taugliches Konzept zur „Soziologie der Kindheit“. Die neuere Forschung beschäftigt sich vermehrt mit dem Konzept des Generationenbegriffs. Die sozialstrukturelle Variante der Soziologie der Kindheit befasst sich mit generationaler Ordnung und adressiert als politische Soziologie die Sozialpolitik, um eine gerechte Verteilung der Ressourcen und Partizipationsgerechtigkeit unter den Generationen zu erreichen.
Das nach Doris Bühler-Niederberger (2011) auf Adultismus basierende Postulat der Durchsetzung der „Ordnungsfähigkeit“ prangert die Disziplinierung der Kindergeneration durch Erwachsene zum Zweck der Normierung (späterer) gesellschaftlicher Ordnungs- und Machtverhältnisse („Kindheit als Modus der Reproduktion fundamentaler sozialer Ungleichheiten“) an. Generationale Ordnung wird von der Soziologie der Kindheit insofern (herrschafts-)kritisch verstanden; und die Soziologin Susanne Achterberg legt ihre Studie „Das Kind als Objekt des Begehrens“ dahingehend aus, dass das Vorhandensein generationaler Hierarchie auch sexuellen (pädophilen) Missbrauch von Kindern begünstigt. Hingegen weisen der Sexualpädagoge Uwe Sielert sowie die Therapeutin Marie-Luise Conen auf die Negativrisiken von Kindheit im Setting reduzierter Generationsgrenzen (sprich: Generationenhierarchieabbau) hin.
Die Konzepte der „modernen Kindheitssoziologie“ („new social childhood studies“) koalieren einerseits gut mit neoliberalen Modellen; andererseits nehmen dadurch laut Ulf Preuss-Lausitz tendenziell die psychischen Belastungen von Kindern zu.

## Geschichte
Bis in die 1980er Jahre hinein befassten sich Soziologen mit der Kindheit fast ausschließlich im Zusammenhang der Sozialisationsforschung. Erst danach entwickelte sich, ausgehend von skandinavischen und angloamerikanischen Forschungen, eine spezielle Soziologie. Inzwischen liegen zahlreiche Studien zu Ungleichheitsverhältnissen zwischen Erwachsenen und Kindern und ungleichen Lebensbedingungen von Kindern in unterschiedlichen Ländern vor. Analysiert werden insbesondere gesellschaftliche Ordnungsprinzipien, Interessen bestimmter gesellschaftlicher Gruppen, angeregt durch die Soziologie sozialer Ungleichheit und Minoritäten (“difference”: class, race, gender, generation). Bei der Deutschen Gesellschaft für Soziologie besteht seit 1997 eine Sektion „Soziologie der Kindheit“.